# Apochinomma
Apochinomma is een geslacht van spinnen uit de familie van de loopspinnen (Corinnidae). 

## Soorten
- Apochinomma armatum Mello-Leitão, 1922
- Apochinomma bilineatum Mello-Leitão, 1939
- Apochinomma constrictum Simon, 1896
- Apochinomma dacetonoides Mello-Leitão, 1948
- Apochinomma deceptum Haddad, 2013
- Apochinomma dolosum Simon, 1897
- Apochinomma elongatum Haddad, 2013
- Apochinomma formica Simon, 1896
- Apochinomma formicaeforme Pavesi, 1881
- Apochinomma formicoides Mello-Leitão, 1939
- Apochinomma malkini Haddad, 2013
- Apochinomma medog L. Zhang & F. Zhang, 2023
- Apochinomma myrmecioides Mello-Leitão, 1922
- Apochinomma nitidum (Thorell, 1895)
- Apochinomma parvum Haddad, 2013
- Apochinomma pyriforme (Keyserling, 1891)